# Lucas Matzerath
Lucas Joachim Matzerath (Weinheim, 3 maggio 2000) è un nuotatore tedesco, specializzato nello stile rana.

## Biografia
Studia ingegneria elettrica alla Hochschule RheinMain (HSRM), l'università di scienze applicate dell'Assia. Ha potuto conciliare lo studio e lo sport grazie all'accordo di cooperazione "Partner Universities of Elite Sports" tra l'Hesse Olympic Training Center nell'Hesse State Sports Association e il General German Associazione sportiva universitaria.
Ha iniziato a praticare il nuoto a livello amatoriale nel club DLRG. Nel 2012 intraprende la carriera agonistica nel SG Mönchengladbach e nel 2016 è passato allo Schwimmgemeinschaft Frankfurt.
Ha rappresentato la Germania ai Giochi olimpici estivi di Tokyo 2020, dove si è classificato 9º nei 100 m rana e nella staffetta 4x100 m misti, dove è stato eliminato in batteria con l'11º tempo, assieme a Marek Ulrich, Marius Kusch e Damian Wierling.
Ai campionati europei di nuoto di Roma 2022 ha vinto la medaglia di bronzo nei 50 m rana, terminando la gara alle spalle degli italiani Nicolò Martinenghi e Simone Cerasuolo.

## Palmarès
- Europei

Roma 2022: bronzo nei 50 m rana;